# Villa Giogolirossi
(Lensi-Orlandi, Le Ville di Firenze)

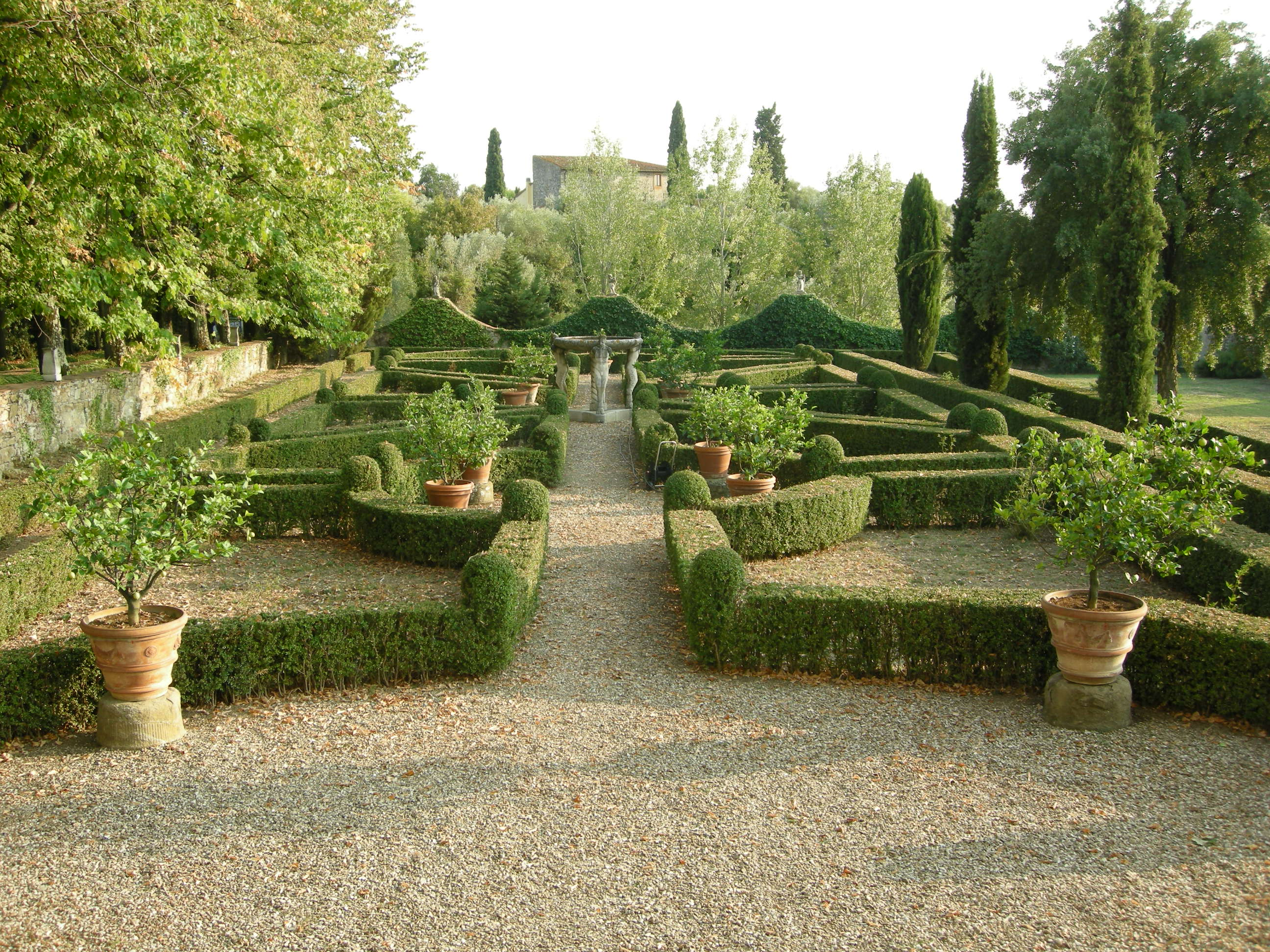
Il giardino all'italiana

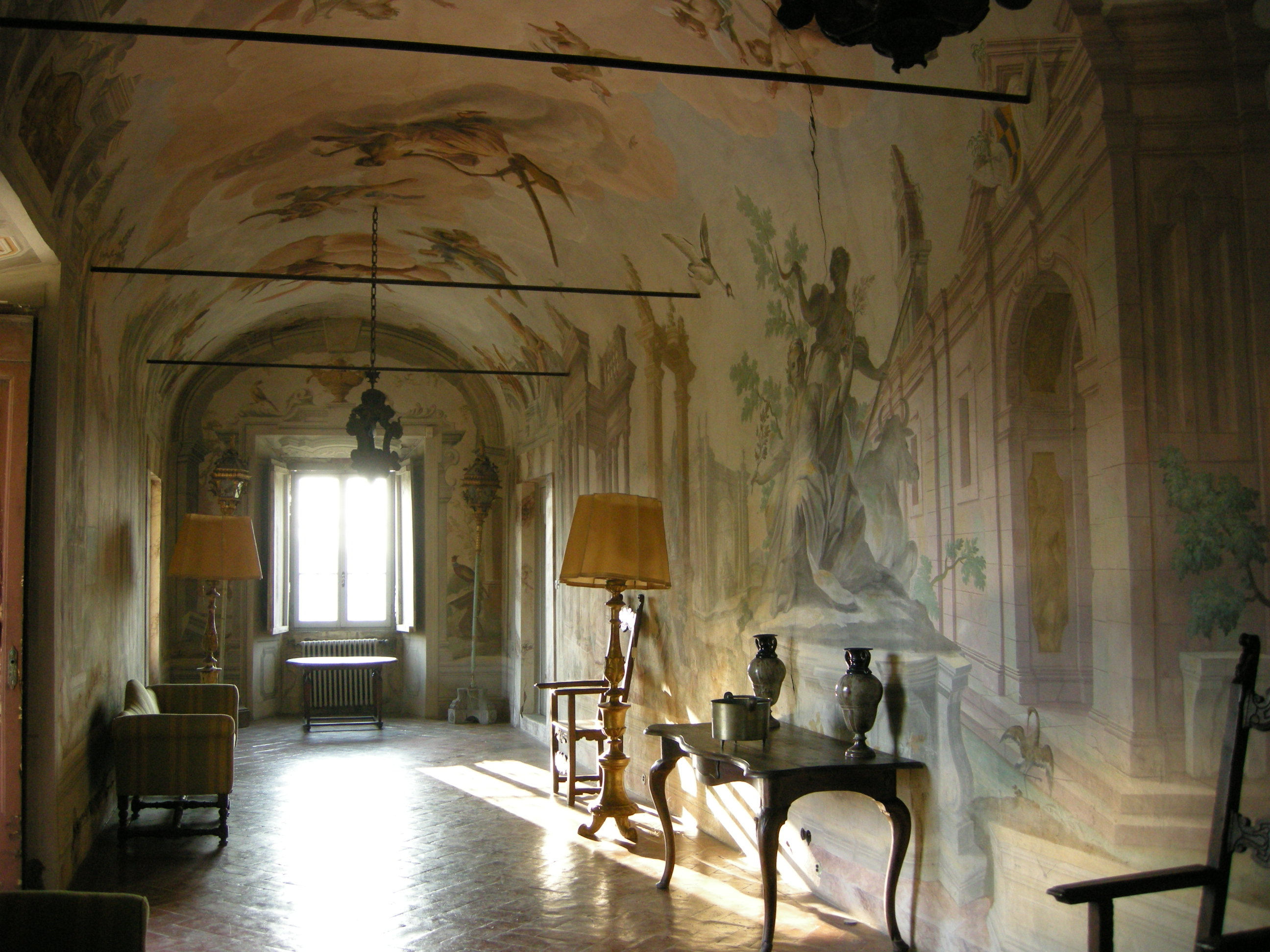
La galleria affrescata

Villa Giogolirossi o di Giogoli Rossi si trova in via di Giogoli 8 a Scandicci, lungo la via che congiunge via Volterrana a Scandicci Alto, su una collina a sud-ovest di Firenze.

## Storia
La villa era detta anticamente anche "La Strada", per via del passaggio che tagliava in due la proprietà primitiva fino agli anni venti del Novecento. Nel XV secolo apparteneva agli Altoviti e verso la metà del secolo passò a Roberto di Buonaccorso Pitti, che la trasformò in villa vera e propria, accorpando anche un vicino casolare. 
Nel 1591 la proprietà passò a Cesare Fabroni e nel 1609 ad Andrea del Rosso Corsi da Signa, i cui discendenti, proprietari anche di altre tenute nel popolo di Giogoli, la possedettero fino ai primi dell'Ottocento, quando venne acquistata da Gentile Farinola. Nel primo decennio del Novecento passò poi a un ramo dei Martelli, i cui discendenti posseggono ancora la villa. 

## Descrizione
La via interna che costeggia la facciata leggermente ricurva era il tracciato dell'antica strada di passaggio, che reca sull'altro lato una cappellina familiare dedicata a san Sebastiano. La strada fu deviata all'esterno del giardino da Guido Martelli a metà degli anni venti. La facciata più interessante è quella sul lato sud, dove è presente una loggia al secondo piano che conserva ancora l'aspetto e il fascino dell'epoca dei Pitti. I vani di porte e finestre denotano alcuni aggiornamenti avvenuti nel XVIII secolo, quando vennero fatte alcune modifiche che non stravolsero l'aspetto generale. 
All'interno l'architettura è intatta e dal piano terreno una scala sontuosa porta al mezzanino e al primo piano. Una camera con alcova affrescata è in particolare apprezzabile. Al piano terreno si trova una lunga galleria a volta completamente affrescata nel 1735 da Anton Domenico Giarrè con allegorie del trascorrere del tempo e delle stagioni.
Il giardino si estende sui lati est, sud e ovest ed è caratterizzato, ad ovest, da una terrazza panoramica tenuta a prato con una spalliera decorata da statue e, a sud, da un giardino all'italiana con siepi di bosso che formano schemi geometrici, culminanti al centro in un vascone all'antica sorretto da tre satiri in pietra. Da questo lato si trova una bella scalinata ondulata in pietra con balustrini in pietra, che risale agli anni trenta del Novecento voluta e realizzata, insieme al giardino all'italiana, da Carlo Martelli in collaborazione e su disegno dell'antiquario e amico Arturo Grassi.
La villa possiede una cappella consacrata a San Sebastiano.